# 新川舞美
新川 舞美（しんかわ まいみ、1986年11月3日 - ）は、日本のAV女優、元ストリッパー。

## 略歴
2006年にAVデビュー。1月に他の女優との共演による作品をリリースしているが、3月に初ソロ作品として『変態ナースの看護日誌』がリリースされているため、一般には3月デビューと言われることが多い。
2006年9月11日、新宿ニューアートでロック座所属のストリッパーとしてデビュー。約4ヶ月で引退。

## 人物
趣味は買物、カラオケ。
特技は編み物。

## 作品

### アダルトビデオ
2006年
- 新 酔娘伝 第一章（1月19日、桃太郎映像出版）共演:中塚愛、松島楓
- 変態ナースの看護日誌（3月1日、MOODYZ）
- 女子校生援交姉妹（4月13日、MOODYZ）共演:藤崎怜里
- 潮吹きバラエティー‘噴射の神様’Vol.4 完全版（5月26日、おかず。）共演:田中梨子 他出演:天衣みつ
- 人間椅子（6月10日、AVS）共演:七瀬まゆみ、あらい琴
- 集団ナース痴女遊戯（6月13日、マルクス兄弟）共演:七瀬まゆみ、星野美穂、あらい琴、元木ひなよ
- 勃起する乳首いじり（7月10日、AVS）共演:あらい琴、川原沙里奈、日比野夕希、姫乃るい、今中あき
- 集団痴女お見合いパーティー（8月1日、MOODYZ）共演:名波ゆら、大沢莉央、七瀬まゆみ、元木ひなよ、春うらら、北崎未来、常盤ねね
- 女だらけの世界 VOL.11 痴・女子アナ編（8月1日、MOODYZ）共演:今野由愛、七瀬まゆみ、元木ひなよ、日比野夕希
- 放尿・おもらし3時間（8月1日、MOODYZ）他出演:早咲まみ、中野美奈、流海 ほか ※総集編
- 素人ギャル3P中出し（9月19日 BRAVO）他出演:高瀬まゆ、蛯原みなみ、南野優、ひかり、愛川ルナ、陽多まり
- 女子校生強姦2 理不尽に犯される8人の女子校生（10月10日、隼エージェンシー）他7名出演
- 中出し@援交ギャル（10月19日、BRAVO）他出演:蛯原みなみ、流海、綾野みゆき、来栖もも、ひかり、舞乃るあ
- 極上手こき（10月19日 BRAVO）他多数出演
- ハーレム女学園（11月1日、MOODYZ）他多数共演
- 口マンコ 6（11月1日、MOODYZ）他多数共演 ※総集編
- 廃人宣言（11月10日、AVS）共演:山本瞳子、柚月ひかる、汐見ゆうな
- メガネっ娘 透け乳首3（11月30日、笠倉出版社）他多数共演
- 愛しのフェラチーオ5 17人のザーメン中毒（12月10日、隼エージェンシー） 他16名出演
- 素人ギャルオナニー30連発!（12月19日、BRAVO）他29名出演
- 寸止め・潮吹き地獄（12月15日、アロマ企画）共演:高崎もえ

2007年
- 若妻膣丸見えDVD 新川舞美 26才（1月13日、東京ビデオ）
- コスプレ×拘束 くすぐり地獄 07（1月16日、GUTS）共演:陽多まり
- 催眠ゲーム VOL.2（3月29日、催眠王）
- 手コキクリニック（4月19日、SODクリエイト）共演:姫野愛、島田可奈、速水あおい、中島あいり、酒井ひな、桜井舞、椎名めぐみ
- 女子校生レイプVI　犯されまくる12人の女子校生（5月12日、隼エージェンシー）他11名出演
- 女性営業マンのための正しいビジネスマナーQ＆A（6月7日、V&Rプロダクツ）他出演:佐伯奈々、関はるか、芹沢夕穂、中條美華、国仲みさと 他2名
- 女子校生 凌辱 レイプ 中出し（8月25日、モデスト）他出演:小林美沙
- 強制肉便器 3 〜精神崩壊体罰教室〜（9月1日、エッジ）共演:田中美久、芹沢夕穂
- エロ汗レオタスポーツ（12月1日、ユープランニング）共演:元木ひなよ ※AVグランプリ2008 マニアステージ エントリー作品
- 18’s SLAVE女子校生陵辱ファイル（12月15日、ジェイモデル）他出演:未来、元木ひなよ、百瀬ゆうな、渡瀬ユカ、大沢舞、加瀬あゆむ、田中美久、瞳れん
- 機械ファック TASTE1（12月25日、ウイークエンダー）他出演:児玉しの、青山亜里沙、相川るい、細井恭子、日比野夕希、麻倉みゆき

2008年
- 乱舞ル・フィッシュ CASE9 ボンデージレズ・陵辱の掟 （1月22日、ウイークエンダー）共演:麻倉みゆき、桜沢まひる
- 寝取られ願望 他人棒に狂う妻 （12月25日、ながえスタイル）…共演:藤宮櫻花、若槻朱音、平井柚葉

## テレビ
- エロパラNight(GyaOジョッキー、2007年9月11日放送分)